# Matt Prater
(en) Statistiques sur pro-football-reference
Matthew Phillip Prater, né le 10 août 1984 à Mayfield Heights (Ohio), est un américain, joueur professionnel de football américain évoluant au poste de kicker pour les Cardinals de l'Arizona.
Étudiant à l'université du centre de la Floride, il a joué pour les Knights de l'UCF de 2003 à 2005 comme kicker mais aussi comme punter. Au total, il marque 50 des 74 field goals qu'il tente durant sa carrière universitaire.
Non-drafté, il signe avec les Lions de Détroit en 2006 mais n'est pas conservé à l'issue de la pré-saison. En 2007, il signe avec les Falcons d'Atlanta, mais il est libéré dès la 3e journée après avoir raté 3 de ses 4 tentatives de field goals. Il rejoint ensuite les Broncos de Denver, pour lesquels il devient kicker titulaire dès la saison 2008.
Lors de la 14e journée de la saison 2013, il bat le record du plus long field goal de l'histoire de la NFL en réalisant un kick de 64 yards.

## Statistiques
| Année  | Équipe                 | MJ  |                 | Field goals     | Field goals     | Field goals     | Field goals     |                 | Extra Points    | Extra Points    | Extra Points    |                 | Punt | Punt | Punt |
| Année  | Équipe                 | MJ  | Tentés          | Réussis         | %               | Long            | Tentés          | Réussis         | %               | Tentés          | Yards           | Moy.            |      |      |      |
| 2007   | Falcons d'Atlanta      | 2   | 4               | 1               | 25              | 45              | 1               | 1               | 100             |                 |                 |                 |      |      |      |
| 2007   | Broncos de Denver      | 2   |                 | -               | -               | -               | -               | -               | -               |                 |                 |                 |      |      |      |
| 2008   | Broncos de Denver      | 16  | 34              | 25              | 73,5            | 56              | 40              | 39              | 97,5            |                 |                 |                 |      |      |      |
| 2009   | Broncos de Denver      | 16  | 35              | 30              | 85,7            | 51              | 32              | 32              | 100             |                 |                 |                 |      |      |      |
| 2010   | Broncos de Denver      | 12  | 18              | 16              | 88,9            | 59              | 29              | 28              | 96,6            |                 |                 |                 |      |      |      |
| 2011   | Broncos de Denver      | 16  | 25              | 19              | 76              | 59              | 30              | 30              | 100             |                 |                 |                 |      |      |      |
| 2012   | Broncos de Denver      | 16  | 32              | 26              | 81,3            | 53              | 55              | 55              | 100             |                 |                 |                 |      |      |      |
| 2013   | Broncos de Denver      | 16  | 26              | 25              | 96,2            | 64              | 75              | 75              | 100             |                 |                 |                 |      |      |      |
| 2014   | Lions de Détroit       | 11  | 26              | 21              | 80,8            | 52              | 21              | 21              | 100             |                 |                 |                 |      |      |      |
| 2015   | Lions de Détroit       | 16  | 24              | 22              | 91,7            | 59              | 39              | 36              | 92,3            |                 |                 |                 |      |      |      |
| 2016   | Lions de Détroit       | 16  | 36              | 31              | 86,1            | 58              | 33              | 31              | 93,9            |                 |                 |                 |      |      |      |
| 2017   | Lions de Détroit       | 16  | 35              | 30              | 85,7            | 58              | 41              | 40              | 97,6            | 4               | 139             | 34,8            |      |      |      |
| 2018   | Lions de Détroit       | 16  | 32              | 28              | 87,5            | 54              | 30              | 30              | 100             |                 |                 |                 |      |      |      |
| 2019   | Lions de Détroit       | 16  | 31              | 26              | 82,9            | 61              | 36              | 35              | 94,7            |                 |                 |                 |      |      |      |
| 2020   | Lions de Détroit       | 16  | 28              | 21              | 75,0            | 59              | 41              | 38              | 92,7            |                 |                 |                 |      |      |      |
| 2021   | Cardinals de l'Arizona | ?   | Saison en cours | Saison en cours | Saison en cours | Saison en cours | Saison en cours | Saison en cours | Saison en cours | Saison en cours | Saison en cours | Saison en cours |      |      |      |
| Totaux | Totaux                 | 203 | 386             | 321             | 83,0            | 64              | 503             | 491             | 97,7            | 4               | 139             | 34,8            |      |      |      |

| Année  | Équipe            | MJ |        | Field goals | Field goals | Field goals | Field goals |         | Extra Points | Extra Points | Extra Points |
| Année  | Équipe            | MJ | Tentés | Réussis     | %           | Long        | Tentés      | Réussis | %            |              |              |
| 2011   | Broncos de Denver | 2  | 4      | 4           | 100,0       | 41          | 3           | 3       | 100,0        |              |              |
| 2012   | Broncos de Denver | 1  | 1      | 0           | 00,0        | -           | 5           | 5       | 100,0        |              |              |
| 2013   | Broncos de Denver | 3  | 6      | 5           | 083,0       | 54          | 5           | 5       | 100,0        |              |              |
| 2014   | Lions de Détroit  | 1  | 2      | 2           | 100,0       | 39          | 2           | 2       | 100,0        |              |              |
| 2013   | Lions de Détroit  | 1  | 2      | 2           | 100,0       | 53          | -           | -       | -            |              |              |
| Totaux | Totaux            | 8  | 15     | 13          | 86,6        | 54          | 15          | 15      | 100,0        |              |              |